# Ismael Moreno Chamarro
Ismael Moreno Chamarro (Maján, Soria, 24 de septiembre de 1955) es un juez de la Audiencia Nacional y antiguo policía español. Es considerado un juez de perfil conservador e imparte clases en la Fundación Ramón Areces.

## Biografía

### Policía
Ingresó en el Cuerpo Nacional de Policía de España en 1974, donde sirvió nueve años hasta que se licenció en Derecho. 

### Inicios en la carrera judicial
Sacó las oposiciones a carrera judicial en 1983 y comenzó a trabajar en los Juzgados de Badalona y de Talavera de la Reina. En 1984 comenzó a trabajar en el Juzgado Central de Instrucción Número 1, desde donde tuvo cierta cobertura mediática al investigar el intento de un policía español de implicar al Gobierno de Nicaragua en un caso de tráfico de drogas.

### Audiencia Nacional
En 1985, fue trasladado al Juzgado Central de Instrucción número 2 de la Audiencia Nacional. Cinco años después fue nombrado magistrado. 
En 1986 fue investigado, junto a Antonio Rosino, por su actuación como inspector de policía en la comisaría de Chamartín por presunto delito de falsedad.
Posteriormente intentó, sin éxito, alcanzar la presidencia de la Audiencia Nacional. 
Ha gestionado total o parcialmente el Caso GAL, el caso Nóos, Volkswagen o Nova Caixa Galicia.

#### Caso Sogecable
El caso Sogecable que terminó con la condena del también juez Javier Gómez de Liaño, acusado de prevaricación. 

#### Caso Emperador
Llevó la investigación del caso Emperador, contra el empresario chino Gao Ping. 

#### Caso de los vuelos a Guantánamo
En 2014, archivó el caso de los vuelos de prisioneros de la CIA a la cárcel de Guantánamo.

#### Caso Naparra
En 2004 archivó el caso Naparra, que investigaba el secuestro y muerte de José Miguel Etxeberria, de los Comandos Autónomos Anticapitalistas, reivindicado por el Batallón Vasco Español, alegando que se trataba de una "supuesta desaparición".

#### Caso Falange y Tradición
Una de las pocas veces que ha contradicho a la Fiscalía es cuando se negó a que la Audiencia Nacional investigara el caso Falange y Tradición, un grupo de ultraderecha que había atacado monumentos y memoriales democráticos a las víctimas del franquismo entre 2008 y 2009. Los condenados evitaron la cárcel.

#### Comisión Internacional de Verificación
En 2010, acusados por Covite y la Fiscalía de la Audiencia Nacional, citó a declarar a los miembros de la Comisión Internacional de Verificación, que integraban Manikkalingam (de Sri Lanka), Ronnie Kasrils (de Sudáfrica), Chris Maccabe (de Reino Unido), Satish Nambiar (de India), Fleur Ravensbergen (de Holanda) y Aracelly Santana (de Ecuador) sobre el proceso de desarme de la organización ETA.

#### Coronel Martínez Inglés
En octubre de 2012, procesó al coronel Amadeo Martínez Inglés imputándole un delito de calumnias e injurias graves contra la Corona. Según el auto del juez, la pena privativa de libertad que podría imponérsele «no excedería de nueve años de prisión». La causa del procesamiento fue un artículo escrito por el acusado titulado ¿Por qué te callas? en el que el juez apreció que se acusaba al monarca español de haber cometido los presuntos delitos de participación en el golpe de Estado del 23-F, corrupción, malversación de fondos públicos, fratricidio y alta traición en relación con la entrega del Sahara español a Marruecos. El coronel Martínez Inglés, en respuesta al auto de acusación del juez Moreno, manifestó su convicción de no haber incurrido en conducta delictiva alguna, comunicó su intención de defenderse por sí mismo y solicitó que se dedujera testimonio en la vista oral del juicio a una serie de personas entre las que se hallaban Iñaki Urdangarin, Cristina de Borbón y Grecia, Corinna zu Sayn-Wittgenstein, José María Ruiz-Mateos y Mario Conde.

#### Caso de los titiriteros
En 2016 llevó a prisión a los titiriteros de Títeres desde Abajo por un espectáculo en Madrid porque, en la obra, un guiñol de policía creaba una falsa prueba con una pancarta que decía Gora AL QAETA, juego de palabras con Al Qaeda y ETA. Se les acusó de enaltecimiento del terrorismo por la Asociación Víctimas del Terrorismo, Dignidad y Justicia y el abogado Emilio Rodríguez Menéndez, que ampliaron su acusación con otros actores que se solidarizaron con los titiriteros, como Alberto San Juan y Gloria Muñoz. Finalmente, el juez archivó la causa por terrorismo pero la trasladó a los juzgados ordinarios por si había delito contra el ejercicio de los derechos fundamentales y las libertades públicas.

#### Caso del proceso soberanista catalán
En febrero de 2016, investigó a la Asamblea Nacional Catalana y a la Asociación Catalana de Municipios para saber si habían impulsado o promovido mociones municipales de apoyo a la resolución independentista del Parlament. También al concejal de la CUP de Vich Joan Coma i Roura, por una denuncia de Josep Anglada, presidente entonces del partido de extrema derecha Plataforma per Catalunya, por una intervención en el pleno municipal de 9 de diciembre de 2015. En esta intervención, Coma apelaba a la desobediencia a los tribunales españoles en el marco del debate de una moción de apoyo a la declaración de ruptura del Parlament. El 27 de diciembre de 2016 fue detenido por los Mozos de Escuadra, acusado de un posible delito de sedición, y trasladado a Madrid para declarar ante Moreno. La comparecencia ante el juez fue el día 28 de diciembre, que le dejó en libertad pero retirándole el pasaporte.

#### Fuga del líder de la Mocro Maffia
En abril de 2024 el líder de la Mocro Maffia , Karim Bouyakhrichan, que se dedicaba al tráfico de drogas y que había amenazado de muerte a la heredera al trono de Países Bajos Catalina Amalia de Orange se fugaba de España cuando iba a ser extraditado a los Países Bajos debido a que Ismael Moreno acordó dejar en libertad con medidas cautelares.

## Premios y reconocimientos
- 28 de noviembre de 1991: Cruz de Plata de la Orden del Mérito de la Guardia Civil.[26]

## Publicaciones
- El Proceso Penal (Comentarios a la Ley de Enjuiciamiento Criminal, 2004)
- Delitos societarios: las diferentes figuras delictivas y su aplicación en los tribunales. Centro de Estudios Ramón Areces, 2005. ISBN 84-8004-687-2[27]